# Faces Places
Pour les articles homonymes, voir Faces Places (chanson).
Albums de Globe
Globe
(1996) Love Again
(1998)
Singles
1. Is This Love
Sortie : 28 août 1996
2. Can't Stop Fallin' in Love
Sortie : 30 octobre 1996
3. Face
Sortie : 15 janvier 1997
4. Faces Places
Sortie : 5 mars 1997
5. Anytime Smokin' Cigarette
Sortie : 9 avril 1997

Faces Places (titré en capitales : FACES PLACES) est le deuxième album original du groupe Globe, sorti en 1997.

## Présentation
L'album, écrit, composé et produit par Tetsuya Komuro, sort le 12 mars 1997 au Japon sur le label Avex Globe de la compagnie Avex, un an après le précédent album homonyme du groupe, Globe. Il atteint la 1re place du classement des ventes de l'Oricon, et reste classé pendant 44 semaines. Il se vend à plus de trois millions d'exemplaires, et restera le deuxième album le plus vendu du groupe après Globe.
Il contient dix chansons, dont les chansons-titres des cinq singles du groupe parus durant les huit mois précédents : Is This Love, Can't Stop Fallin' in Love, Face (ces trois chansons étant cependant remaniées sur l'album), Faces Places sorti une semaine auparavant, et Anytime Smokin' Cigarette qui sortira un mois après l'album. Il contient aussi trois titres instrumentaux (Overdose, Watch the Movie?, Can't Stop Piano Solo), et en bonus à la fin une autre version remixée de la chanson éponyme.

## Liste des titres
Toutes les paroles sont écrites par Tetsuya Komuro et Marc, sauf celles du titre no 5 par Marc seul ; toute la musique est composée et arrangée par Tetsuya Komuro.
| CD    | CD                                                                    | CD    | CD | CD | CD | CD | CD | CD | CD |
| No    | Titre                                                                 | Durée |    |    |    |    |    |    |    |
| ----- | --------------------------------------------------------------------- | ----- | -- | -- | -- | -- | -- | -- | -- |
| 1.    | Overdose (overdose ; instrumental)                                    | 2:32  |    |    |    |    |    |    |    |
| 2.    | Degenerate (DEGENERATE)                                               | 4:48  |    |    |    |    |    |    |    |
| 3.    | Faces Places (FACES PLACES ; 9e single)                               | 6:26  |    |    |    |    |    |    |    |
| 4.    | Is This Love (Is this love ; 6e single)                               | 5:32  |    |    |    |    |    |    |    |
| 5.    | So Far Away From Home (Beautiful Journey) (So far away from home ...) | 5:29  |    |    |    |    |    |    |    |
| 6.    | A Temporary Girl (a temporary girl)                                   | 7:14  |    |    |    |    |    |    |    |
| 7.    | Because I Love the Night (Because I LOVE the NIGHT)                   | 3:48  |    |    |    |    |    |    |    |
| 8.    | Anytime Smokin' Cigarette (Anytime smokin' cigarette ; 10e single)    | 7:39  |    |    |    |    |    |    |    |
| 9.    | Watch the Movie? (Watch the movie ? ; instrumental)                   | 5:03  |    |    |    |    |    |    |    |
| 10.   | A Picture On My Mind (a picture on my mind)                           | 5:45  |    |    |    |    |    |    |    |
| 11.   | Face (FACE ; 8e single)                                               | 6:20  |    |    |    |    |    |    |    |
| 12.   | Can't Stop Fallin' in Love (7e single)                                | 5:03  |    |    |    |    |    |    |    |
| 13.   | Can't Stop Piano Solo (can't stop PIANO SOLO ; instrumental)          | 1:03  |    |    |    |    |    |    |    |
| 14.   | Faces Places (Remix) (FACES PLACES ... ; remix du 9e single)          | 5:46  |    |    |    |    |    |    |    |
| 72:28 |                                                                       |       |    |    |    |    |    |    |    |